# Puliciphora spirapenis
Puliciphora spirapenis är en tvåvingeart som beskrevs av Ronald Henry Lambert Disney och Mikhailovskaya 2001. Puliciphora spirapenis ingår i släktet Puliciphora och familjen puckelflugor. Inga underarter finns listade i Catalogue of Life.